# 春田尚徳
春田 尚徳（はるた ひさよし、1943年 - ）は、元官僚、大学教員。工学博士（東京大学）。専門は都市政策・経済政策・経営管理。

## 経歴
1966年 東京大学工学部都市工学科卒業後、経済企画庁（名古屋大学へ赴任前に総括主任研究官を歴任）に入り、国土庁（計画調節局計画課長などを歴任）、大蔵省、国連事務局人間居住委員会、通産省等に勤務。途中でハーバード大学大学院留学、ペンシルベニア大学大学院修了。その後、名古屋大学工学部教授（途中より建築学科長）、会社社長、多摩大学経営情報学部・大学院経営情報学研究科教授（いずれも1999年度～2012年度）、中央大学兼任講師。その他、慶應義塾大学清華大学中国西部地域振興政策研究委員、日越・日ポーランド・日ウズベキスタン・日モンゴル・日グルジア中枢政策支援協力など。
2013年4月瑞宝中綬章受章。

## 著書
- 『日本の都市化と社会変動』名古屋大学出版会。
- 『政治理論と公共政策』（共著）新評論社。
- 中小企業流通業務効率化促進法（共著）第123回通常国会。
- 日米MOSS協議中間報告（共著）日米両国政府。
- Innovative Methods and Experience in Development Planning, UNESCO。

## 関連人物
- 石川嘉延（元静岡県知事）静岡県掛川市 城東中学校の先輩。春田がアフリカへ転勤時、送別会を主催[11]。